# ITT Instituto Técnico

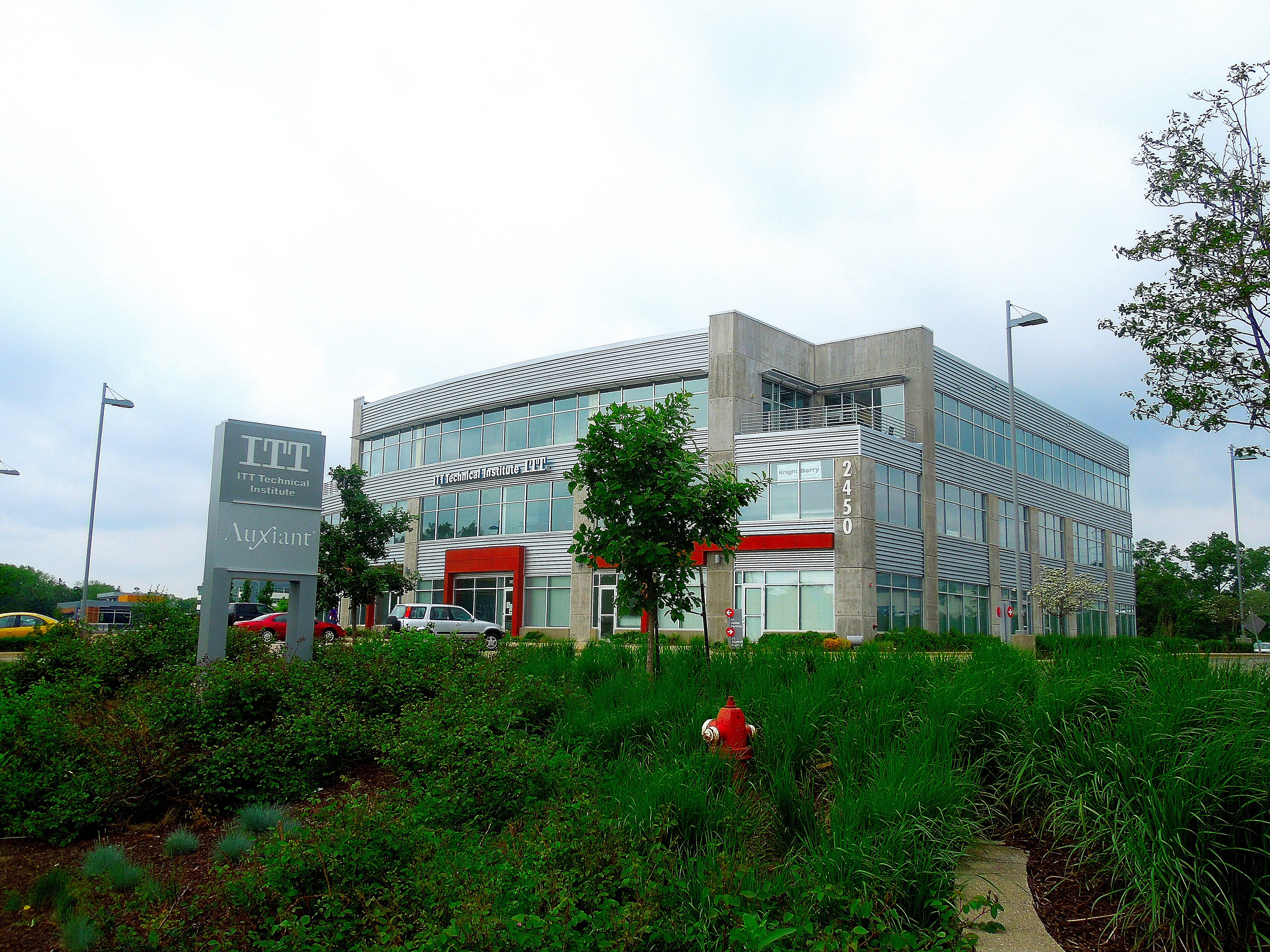
ITT Technical Institute

ITT Technical Institute (a menudo abreviado como ITT Tech) era una institución educativa privada con unas 130 escuelas en 38 estados de los Estados Unidos. En agosto de 2016 a la compañía se le prohibió la inscripción de nuevos estudiantes que tienen becas del gobierno y ha optado por dejar de matricular a todos los estudiantes. El 6 de septiembre de 2016, ITT Tech anunció que estaba cesando su actividad y el cierre de todos sus campus.

## Antecedentes
ITT Tech es propiedad y fue dirigido por ITT Educational Services, Inc.  una compañía que cotiza en bolsa con sede en Carmel (Indiana).  La compañía también posee y gestiona la Escuela de Enfermería y Ciencias de la Salud en Breckinridge.
ITT instituto técnico ha cobrado unas de las tasas de matriculación más altas del sector.  También tuvo el índice más alto de la industria de préstamos impagados dentro de los dos primeros años de asistencia. En 2014, la matrícula para asistir a una escuela de ITT Tech oscilaba de 45,000 $ a 85,000 $.
Un grupo de más de 2000 estudiantes y algunos alumnos veteranos llamados " ITT Tech Warriors" han protestado diciendo que recibieron una educación "subprime" o de baja calidad.
Según una fuente,  la cantidad a pagar en los inicios de la carrera de un grado de asociado en el campus de ITT en Seattle era de 42.400 $, mientras que el pago a media carrera era de 66.500 $. A partir de septiembre del año 2016 el comparador de universidades del departamento de educación informó que los graduados de las escuelas de ITT Tech a nivel nacional obtuvieron unos ingresos medios de 38.400 $,  diez años después de la graduación.

## Historia
En 1946, ITT tecnología fue fundada como Educational Services Inc.
De 1965 hasta su salida a bolsa en 1994, ITT Tech era una filial en plena propiedad de ITT Corporation (como "ITT/ESI").
Desde 1969, la institución tiene la sede en Carmel, Indiana.
Hacia 1986 todas sus instituciones habían adoptado el nombre común de ITT Instituto Técnico
En 1999, ITT Corporation (que había fusionado con la cadena Starwood Hotels & Resorts Worldwide en el año anterior) se había despojado por completo de las acciones de ITT Tech. A las escuelas se les permitió continuar utilizando el nombre de "ITT" bajo licencia.
En 2013,ITT/ESI comenzó a gestionar escuelas charter públicas en tres ciudades: Indianápolis , Tempe (Arizona)  y Troy (Míchigan). En los documentos internos de la empresa se refería a los estudiantes potenciales como " los desposeídos del sistema educativo". 
En 2016, inversores chinos Zhifeng Zhang y Yude Zhang se entraron en el accionariado de ESI adquiriendo más de 3,000,000 participaciones de ITT Servicios Educativos.
En julio de 2016, ESI/ITT informó que estaba previsto que las matriculaciones cayeran entre un 30 a 40 % de 2015 a 2016.
El 30 de agosto de 2016, ITT dejó de aceptar solicitudes de nuevo ingreso. En aquel tiempo, ITT Tech dijo que el alumnado existente todavía podría acabar sus estudios e ITT continuaría funcionando hasta que el último de su alumnos matriculados se licenciara o abandonara los estudios. A pesar de esto, el 6 de septiembre de 2016, ITT Tech anunció el cierre todos sus campus de forma inmediata.
En el momento de su cierre, la escuela tenía más de 130 campus ITT Technical Institute en los Estados Unidos, con aproximadamente 40.000 estudiantes y 8.000 empleados.

## Las deudas de los préstamos a estudiantes.
En 2014, la revista Time clasificó ITT Technical Institute en segundo puesto de la lista de "las 5 universidades con más estudiantes asfixiados por la deuda". Entre los graduados de ITT Tech que tenían préstamos con vencimiento en 2011, el 22% no había podido pagar el año 2014. Según el informe de la revista Time, la tasa de morosidad de ITT Tech es la segunda;  la universidad privada de Phoenix tenía una tasa de morosidad inferior en porcentaje (19% en Phoenix frente de ITT Tech 22%), pero el número total de estudiantes que no habían pagado de Phoenix fue mucho más alto (45,123 estudiantes de Phoenix frente a 11.260 estudiantes de ITT Tech).
De acuerdo con el comparador de colegios del dept. de educación, a partir de marzo de 2016, sólo el 39% de los graduados ITT Tech están pagando su deuda, en comparación con el promedio nacional del 66% de todas las escuelas en todo el país. Este porcentaje representa el número de graduados que fueron capaces de pagar al menos un dólar del préstamo estudiantil en los tres años siguientes a su graduación.

## Académica
Los estudiantes de ITT Tech fueron definidos por la escuela como "demasiado mayores y compaginando obligaciones familiares con el subempleo"
El sitio web de la compañía afirmaba que: ". Los programas emplean métodos pedagógicos tradicionales aplicados para el aprendizaje de adultos y se administran con una metodología tradicional, acelerada a distancia en un ambiente centrado en el alumno y de mutuo respeto"
ITT Tech ofreció fusionar el título de grado y el de maestría (sólo cursos en línea). A 31 de diciembre de 2015, los Institutos Técnicos de ITT estaban ofreciendo 49 planes de estudio en diversas disciplinas. I
En la gran mayoría de los institutos, el calendario académico se organiza sobre la base de cuatro trimestres académicos de 12 semanas en el año con los nuevos estudiantes que comienzan al inicio de cada trimestre. Usando ese calendario, los estudiantes que toman un curso completo pueden completar programas de grado asociado en siete u ocho trimestres académicos, programas de licenciatura en 14 o 15 trimestres académicos o programa de grado de maestría en siete trimestres académicos.
Dependiendo de las matriculaciones, las clases en la gran mayoría de los campus ITT estaban disponibles durante el día y la tarde. Los cursos para los programas de educación que se enseñaban a través de Internet se dan a través de una red de aprendizaje en diferido y tienen un programa establecido para la finalización de los cursos. En la gran mayoría de los campus ITT, el horario de clases para los residentes del curso presencial y el calendario para los cursos en línea, proporcionan a los estudiantes la flexibilidad para poder trabajar mientras siguen con sus estudios. Como resultado de las encuestas a los estudiantes, se cree que la mayoría de los estudiantes del Instituto Técnico ITT trabaja al menos a tiempo parcial durante sus estudios. Una parte importante de las clases implican prácticas de laboratorio.

### Certificación
ITT Tech dejó de estar certificado en todos los EE.UU. por el Consejo de Acreditación para Colegios y Escuelas (ACICS). Según el informe anual de ITT Educational Services para el año fiscal 2015, 31 campus y más de 400 programas de enseñanza no cumplen con los estándares de la ACICS para la permanencia de los estudiantes. Según el sitio web de ITT Tech, "es poco probable que algunos de los créditos cursados en un instituto de ITT será transferible a o aceptado por cualquier institución educativa que no sea ITT." En abril de 2016, ACICS envió a la empresa un requerimiento para justificar la renovación de la acreditación del consejo ya que sus programas de enseñanza no cumplen ciertas normas.

### Rankings
En 2015, el sitio de noticias financieras TheStreet.com clasificó a ITT Tech de Seattle, en una lista"  Diez mejores universidades de cursos de dos años de EE.UU. De acuerdo con TheStreet.com, el cuarto lugar de ITT Seattle fue respaldado por ex-alumnos con una carrera provechosa, sólo detrás de sus escuelas hermanas ITT Tech en San Antonio, West Houston y San Diego.

## Acciones legales
En agosto de 1998, 15 ex estudiantes   . En septiembre del mismo año alegaron presunto fraude, ocultación y tergiversación de su ingreso y educación en los institutos de ITT. En septiembre de ese año la institución resolvió todas las reclamaciones. 
El 25 de febrero de 2004, agentes federales entraron en la sede de la empresa y diez de sus campus de Indiana, Texas, Virginia, Florida, Luisiana, Nevada, California y Oregón. La investigación afectó negativamente a la cotización de las acciones de la empresa y provocó varias demandas colectivas por parte de los inversores. CEO Omer Waddles renunció durante la investigación y fue reemplazado por Kevin M. Modany.
En octubre de 2005, ITT aceptó pagar 730,000 $ para resolver una demanda con el estado de California en la que los empleados declararon que se manipula el promedio de calificaciones de los estudiantes para obtener más ayuda financiera del Estado de California. 
En febrero de 2011 un informe de periodismo de investigación de la emisora WTMJ-TV en Milwaukee encontró evidencias manipulación generalizada en las calificaciones en el área de Milwaukee de una escuela ubicada en Greenfield (Wisconsin). En un caso, un estudiante consiguió el 100% de la puntuación en un curso de cómputo forense enviando una receta de fideos por correo electrónico al profesor. La emisora mantiene que es una manera de aumentar las subvenciones federales. 
En 2013, se presentó una denuncia contra ITT/ ESI y dos de sus ejecutivos en la Corte de Distrito Sur de Nueva York por el valor de sus acciones. El fondo de pensiones de los trabajadores de Massachusetts presentó una denuncia similar y se resolvieron los casos. El fondo nacional de pensiones de fontaneros e instaladores de tuberías y el fondo de jubilación de reciclaje de aguas del distrito fueron los demandantes. Los estudiantes continúan reclamando que los préstamos privados con JP Morgan Chase y otros bancos son abusivos.  En 2013 USA Today enumera más de 50 campus de ITT llamadas "escuelas con bandera roja" porque el número de préstamos estudiantiles impagados supera al de graduados.
El 26 de febrero de 2014, la Oficina de Protección Financiera del Consumidor (CFPB) demandó a ITT, alegando que utilizaban tácticas de intimidación para obligar a los estudiantes a pedir préstamos privados de alto interés que probablemente terminarían impagados. ESI también está siendo investigado por al menos una docena de fiscales generales estatales por acusaciones de fraude y prácticas comerciales engañosas. El 19 de octubre de 2015, el Departamento de Educación de Estados Unidos anunció que debido a la incapacidad de la compañía para cumplir sus obligaciones financieras, su tesorería había sido intervenida.
De acuerdo con un informe de julio de 2014, de una comisión del Senado de los EE.UU. (cuyas siglas son HELP), el 57% de los programas de ITT suspenderían las normas de empleo remunerado del Departamento de Estado de Educación.
En una demanda federal de 2015 un exdecano ITT Tech de asuntos académicos declaró que la empresa mandaba a los reclutadores utilizar tácticas intimidatorias para presionar a los estudiantes a inscribirse, que se admitieron estudiantes que no podían tener éxito en la escuela, se habían pagado comisiones ilegales a los reclutadores y mentido a los estudiantes acerca de sus obligaciones financieras y la transferibilidad de los créditos de ITT a otras escuelas y sobre los empleos que los estudiantes podrían obtener después de graduarse.
En 2015, el Departamento de Asuntos de Veteranos de California (Calvet) ordenó temporalmente ITT Tech dejar de matricular estudiantes nuevos y antiguos que financian su educación con las subvenciones de la Ley GI para exmiembros del ejército.
En 2015, el consejero delegado Kevin Modany y el director de operaciones Daniel Fitzpatrick fueron acusados de fraude por el regulador bursátil U.S. Securities and Exchange Commission
En 2016, el Procurador General de Massachusetts Maura Healey demandó a ITT Educational Services por supuesto acoso y estafa a los alumnnos. Enfermeras de la escuela de enfermería Breckinridge también demandaron ITT Education por fraude.
Los siguientes estados enviaron citaciones o demandas civiles de investigación contra ITT Tech entre principios de 2004 y finales de mayo de 2014, bajo las competencias de sus leyes de protección al consumidor: Arkansas, Arizona, Colorado, Connecticut, Distrito de Columbia, Hawái, Idaho, Iowa, Kentucky, Maryland, Massachusetts, Minnesota, Missouri, Nebraska, Carolina del Norte, Oregon, Pennsylvania, Tennessee y Washington.
El 25 de agosto de 2016, el Departamento de Educación de Estados Unidos prohibió a ITT Tech matricular estudiantes que reciben ayudas federales y  se le exigía duplicar las fianzas que estaba obligada a tener en un plazo de 30 días. Los mercados de valores reaccionaron con una caída del 35% en las acciones, lo que provocó la suspensión de su negociación en la bolsa, aumentando las preocupaciones acerca de si ITT Educational sería capaz de sobrevivir a esta última decisión. El 6 de septiembre de 2016, ITT Tech cesó operaciones y cerró todas sus delegaciones y lanzó un comunicado en el que culpan del cierre al Departamento de Educación